# Estación Palavecino
Palavecino es un paraje del distrito Pehuajó Norte del departamento Gualeguaychú, en la provincia de Entre Ríos, República Argentina. Lleva el nombre de la estación de ferrocarril que se ubicaba en el lugar.

## Servicios ferroviarios
Pertenece al Ferrocarril General Urquiza, en el ramal Faustino M. Parera - Gualeguaychú. No presta servicios desde 1983.
Se encontraba ubicada entre las estaciones General Almada y Gualeguaychú.